# Alicia Rio
Alicia Rio (née le 16 février 1970 à Mexico et morte le 17 janvier 2022) est une actrice de films pornographiques américaine.

## Biographie
Alicia Rio a participé à plus de 200 films en quelques années.
En 2004 elle rentre dans l'AVN Hall of Fame.
Les galeries d'art de Beverly Hills Outlook travaillent avec Alicia Rio sur plusieurs expositions relatives à sa vie et son œuvre.
Rio fait de la danse érotique. Elle a eu une relation sérieuse avec l'actrice Lacy Lee.

## Récompenses
- 1995 : FOXE Fan Favorite award.
- 1996 : FOXE Fan Favorite award.
- 2004 : AVN Hall of Fame.
- 2005 : Free Speech Coalition Lifetime Achievement Award in 2005

## Filmographie sélective
- Lesbians Unleashed (1998)
- Club Lez (1997)
- Girls Loving Girls (1996)
- No Man's Land 10 (1995)
- Dirty Doc's Lesbi' Friends 8, 11 & 14 (1994)
- Girls' Club (1993)
- La Princesa Anal (1993)
- Lez Go Crazy (1992)
- Gang Bang Fury 1 (1992)
- Sorority Sex Kittens 2 (1992)
- Sweet Alicia Rio (1992)
- Batwoman and Catgirl (1992)
- Object Of My Desire (new) (1990)